# Распрыжка
Распры́жка (или ба́нни-хоп от англ. bunny hopping — дословно «кроличье скакание», название простеньких прыжков во многих видах спорта) — один из трюков в шутерах от первого лица, позволяющий постоянно прыгающему игроку эффективно уклоняться от огня противника и/или двигаться быстрее, нежели без выполнения прыжков.

## В Quake
Распрыжка как баг игрового движка присутствовала уже в самой первой игре серии игр Quake.
Истоки ошибки в намерении сделать более удобными прыжки, для этого во многих играх — и двухмерных, и трёхмерных — дают две функции.
- Управление в воздухе — чтобы точнее прыгать, герой даже в воздухе, без опоры, получает некоторую долю управления[5]. Персонажа может отбросить (катапультой или взрывом) со скоростью намного большей, чем достижимо кнопками управления, и в 3D возникает противоречие: как сделать, чтобы игрок имел управление в воздухе даже будучи отброшенным, но скорость не росла неконтролируемо?
- Буферизация прыжков — замечено, что игрок часто нажимает на кнопку прыжка ещё в воздухе, а потом удивляется, почему герой не прыгнул. Потому игра ненадолго запоминает намерение прыгнуть, и если вскоре герой приземлится, то прыгает[6].

В Quake при расчёте ускорения в воздухе ограничивается не скорость персонажа, а её проекция на желаемое (выбранное кнопками-стрелками) направление. Таким образом, если клавишами стрейфа давать персонажу импульс под углом около 70° к направлению движения, то проекция будет мала, ограничение не сработает, и из-за оставшихся 20° вектор скорости будет расти и расти. С повышением скорости угол импульса надлежит приближать к углу прямому, чтобы ограничение и впредь не срабатывало.
Такая физика действует только в воздухе; на земле появится «трение», и скорость стремительно спадёт до нормальной. И тут в Quake помогает примитивная буферизация прыжков: достаточно отпустить кнопку и держать, пока герой не прыгнет снова.

## Более поздние реализации
Ныне распрыжка может рассматриваться как одна из техник игрового мастерства (QuakeWorld, Quake II, Quake III Arena, Quake Champions, Half-Life, Half-Life 2, Half-Life 2: Deathmatch, Counter-Strike, Team Fortress Classic,Team Fortress 2, Warsow, Unreal Tournament) либо как побочное действие, устранение которого ведётся на уровне игрового движка (тактические шутеры America's Army, Team Fortress Classic). Также распрыжка может появляться в совершенно неожиданных играх, например, в ролевых Baldur's Gate: Dark Alliance и The Elder Scrolls IV: Oblivion.
Геймплей в Quake, Quake II и QuakeWorld со времён открытия возможности распрыга сильно изменился в сторону ускорения динамики игры и ныне уже немыслим без неё. Практически все шутеры от первого лица, выходившие впоследствии, так или иначе включали в себя возможность распрыжек либо по причине использования игрового движка Quake, либо как целенаправленно реализованную особенность геймплея, как в Quake III Arena, Unreal Tournament или Warsow.
В различных играх реализация распрыжки может разительно отличаться:
- В игре Counter-Strike до версии 1.5 включительно[12] распрыжка существовала как неотъемлемый элемент физики движка GoldSrc, естественным образом (неявно) заимствованный у Quake engine[10]. Начиная же с версии 1.6, разработчики принудительно ограничили возможность распрыгов — распрыжка в Counter-Strike стала трудно реализуемой. Её выполнение уже требует более точного соблюдения тайминга и последовательности нажатия клавиш.
- В Thief: The Dark Project данный приём позволяет игроку с каждым последующим прыжком увеличивать скорость перемещения, предоставляя ему слишком большое преимущество перед противником, что значительным образом нарушает баланс в игре. В следующих версиях движка Dark Engine, на котором и была создана игра, возможность распрыжки была безвозвратно удалена.

## Игровая особенность или ошибка
Изначально разработчики не планировали вносить распрыжку в геймплей — это была всего лишь программная ошибка, которую нужно было исправить для достижения большей реалистичности игры. Но с открытием распрыжки геймплей стал значительно богаче на события и всякого рода новшества: появились новые возможности в разрабатывании тактики игры, возросла скорость и зрелищность компьютерных игр. Именно поэтому некоторые разработчики умышленно решили вносить в свои игры распрыжку в качестве игровой особенности. Так, компания Valve в разработанном ими движке Source реализовала распрыжку, которая больше всего востребована в игре Half-Life 2: Deathmatch.
Джон Кармак изначально планировал установить ограничение на количество прыжков, позволяющих набирать скорость в Quake III, однако ещё на этапе бета-тестирования отказался от этой затеи.

## За и против
По отношению к распрыжке существует два противоположных мнения: одни считают её успешным элементом геймплея, за счёт которой имеется возможность осваивать и активно использовать уникальные особенности передвижения в игре; другие занимают противоположную позицию, объясняя это тем, что распрыжка может вносить серьёзный дисбаланс в игру, когда друг с другом встречаются уже опытные игроки, использующие распрыжку, и новички, возможно даже не знакомые с самой концепцией распрыгивания или же для которых её грамотное выполнение представляется невозможным.

## Исследование феномена
Феномен распрыжки, как аномального явления игровой физики, был открыт экспериментальным путём, однако позже появилось уже множество статей, подробно описывающих физическую составляющую трюка.
В компьютерной игре DeFRaG такие исследования привели к появлению так называемого «CGaz Heads-up display», или «Camping Gaz HUD» — вспомогающей модификации, напрямую выводящей информацию о предлагаемых углах поворота мыши для достижения максимальной скорости распрыга.
В игре Xonotic создали режим «гонка», в котором уже первое одиночное задание должно быть пройдено только с использованием распрыжки. Распрыжка серьёзно упрощена по сравнению с Quake: достаточно удерживать кнопку прыжка. Открытые игры традиционно дают мало внимания обучению игрока, и гоночные задания могут стать большим камнем преткновения для начинающего.